# Leszek Gilejko

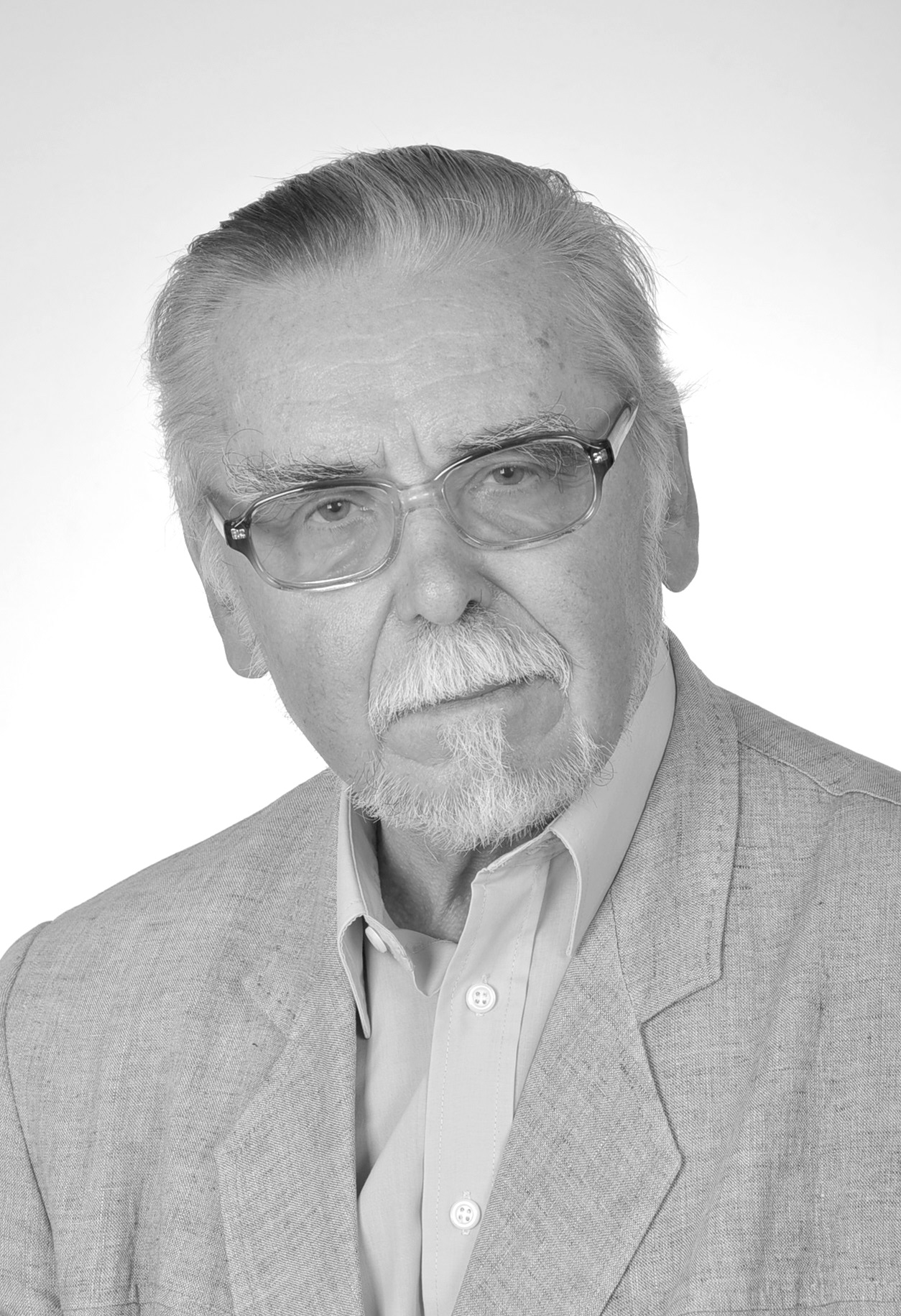
prof. Leszek Gilejko w 2011 roku

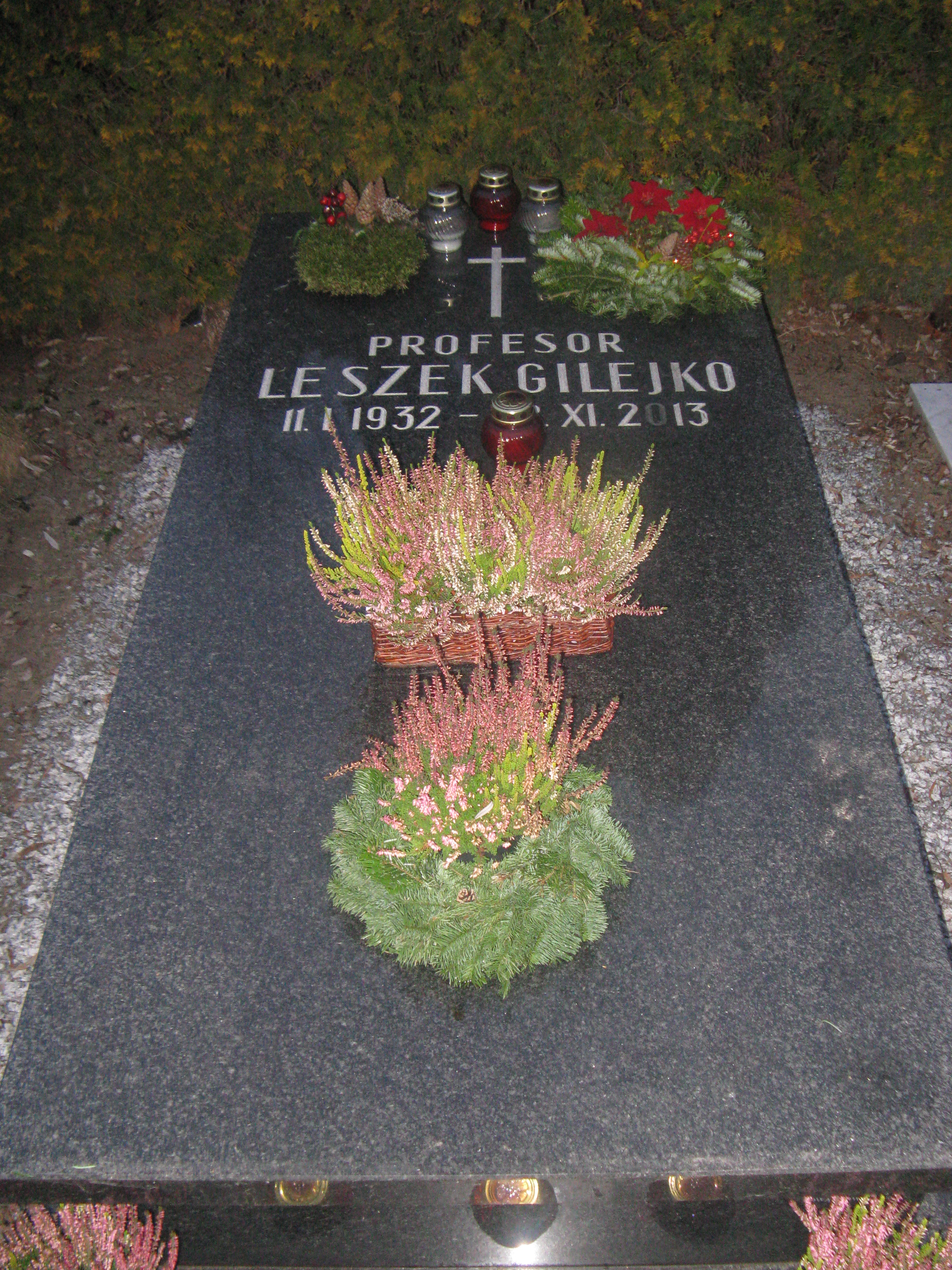
Grób Leszka Gilejko na Cmentarzu Wojskowym na Powązkach w Warszawie

Leszek Kazimierz Gilejko (ur. 11 stycznia 1932 w Pułtusku, zm. 22 listopada 2013 w Warszawie) – polski socjolog, profesor.

## Życiorys
Urodził się 11 stycznia 1932 roku w Pułtusku. Był synem Bronisława (1904–1989), filozofa i historyka, żołnierza 13 pułku piechoty, uczestnika kampanii wrześniowej 1939 roku, więźnia Oflagu II C Woldenberg i Czesławy z d. Markowskiej (1904–1993).
Dzieciństwo spędził w Pułtusku. We wrześniu 1939 roku uciekli z matką w kierunku Lublina, ale na wieść o wkraczających wojskach radzieckich zawrócili. Mieszkali przez kilka tygodni w Pułtusku, później w Warszawie, a od wybuchu wojny niemiecko-radzieckiej u rodziny matki w Starosielcach (dziś dzielnica Białegostoku). Po zakończeniu wojny przeprowadzili się w czerwcu 1945 roku do Pułtuska, gdzie ojciec został dyrektorem liceum.
W 1953 roku ukończył studia w Szkole Głównej Planowania i Statystyki (dziś Szkoła Główna Handlowa), otrzymując absolutorium (uczelnia nie udzielała wówczas tytułu magistra). Dwa lata później ukończył studia na Uniwersytecie Warszawskim, zostając magistrem historii. W 1963 roku uzyskał stopień doktora w SGPiS w Warszawie, w 1968 roku stopień doktora habilitowanego w SGPiS (na podstawie pracy), w 1977 roku tytuł i stanowisko profesora tej uczelni, a w 1988 roku tytuł profesora zwyczajnego.
Był członkiem Senatu SGPiS (dziś SGH), zasiadał w wielu komisjach senackich. W latach 1978–1981 piastował funkcję Dziekana Wydziału Ekonomiczno-Społecznego. Pełnił funkcję kierownicze, m.in. dyrektora Instytutu Nauk Politycznych i Filozofii, kierownika Katedry Socjologii i Politologii, a następnie Katedry Socjologii. Po przejściu na emeryturę wciąż aktywnie współpracował z Katedrą Socjologii Ekonomicznej Szkoły Głównej Handlowej w Warszawie.
W pracy badawczej i dydaktycznej zajmował się głównie socjologią ekonomiczną. Istotnym wydarzeniem w kształtowaniu się jego zainteresowań badawczych był kilkumiesięczny staż naukowy we Francji w roku 1967, gdzie miał okazję pracować m.in. z Alainem Touraine’em. Autor i redaktor wielu publikacji z zakresu demokracji przemysłowej, m.in. dotyczących partycypacji pracowniczej w zarządzaniu przedsiębiorstwami. Badacz samorządu robotniczego i związków zawodowych, socjolog gospodarki badający między innymi społeczne aspekty prywatyzacji, animator i kierownik wielu badań socjologicznych.
Członek powołanego po wprowadzeniu w Polsce stanu wojennego „Zespołu Partyjnych Socjologów przy KC PZPR”. Należał do Unii Pracy. Jako jej kandydat startował w 2009 do Parlamentu Europejskiego z listy SLD-UP. Do końca życia pozostał socjaldemokratą.
Żonaty z Natalią, miał dwie córki: Dorotę i Magdalenę.
Pochowany w Alei Zasłużonych Cmentarza Wojskowego na Powązkach w Warszawie (kwatera FIV-tuje-10).

## Odznaczenia i nagrody
Leszek Gilejko był wielokrotnie odznaczany. W 1970 roku otrzymał Złoty Krzyż Zasługi, w 1978 roku Krzyż Kawalerski Orderu Odrodzenia Polski (Polonia Restituta), dziesięć lat później Krzyż Oficerski Orderu Odrodzenia Polski, a w 1998 roku z rąk Prezydenta RP Krzyż Komandorski Orderu Odrodzenia Polski.
Został uhonorowany nagrodą st. III Ministra Oświaty i Szkolnictwa Wyższego (1968 i 1970), Ministra Nauki, Szkolnictwa Wyższego i Techniki (1981), Ministra Edukacji Narodowej (1989), a także Medalem Komisji Edukacji Narodowej (1980), Złotą Odznaką Honorową Rady Narodowej m. st. Warszawy za zasługi dla Warszawy (1979), nagrodą st. I Rektora SGPiS (1989) i nagrodą st. I Rektora SGH (1991) oraz licznymi wyróżnieniami branżowymi.

## Najważniejsze prace
- Obraz świadomości robotników wielkoprzemysłowych w Polsce (1980)
- Potrzeby i aspiracje robotników (red. z Przemysławem Wójcikiem; 1987)
- Związki zawodowe w przedsiębiorstwach przemysłowych: działacze i członkowie związków o swych organizacjach, gospodarce i polityce (z Juliuszem Gardawskim i Tomaszem Żukowskim; 1994)
- Partycypacja i akcjonariat pracowniczy w Polsce: stan i perspektywy (red.; 1995)
- Oceny i oczekiwania różnych grup społecznych wobec polityki właścicielskiej Skarbu Państwa (z Juliuszem Gardawskim i Rafałem Towalskim; 1999)
- Partnerzy społeczni: konflikty, kompromisy, kooperacja (z Rafałem Towalskim; 2002)
- Społeczeństwo a gospodarka: socjologia ekonomiczna (2002)
- Socjologia gospodarki (z Juliuszem Gardawskim, Jacentym Siewierskim, Rafałem Towalskim; 2006, II wydanie: 2007)